# WSE Women's Champions League
La WSE Women's Champions League è la massima competizione europea di hockey su pista riservata alle squadre di club femminili. È stata istituita nel 2006 e la vittoria del trofeo dà diritto di fregiarsi del titolo di squadra campione d'Europa.

Le società spagnole sono da sempre le grandi dominatrici della competizione.

## Formula della competizione
Il torneo si svolge in più fasi e più precisamente:
- Turno di qualificazione.

A questa fase partecipano un numero variabile di squadre e si disputa ad eliminazione diretta con gare di andata e ritorno. Le vincenti si qualificano per la fase a gironi.
- Fase a gironi.

A questa fase partecipano le squadre qualificate dal secondo turno e altre squadre qualificate di diritto dai vari campionati nazionali. La fase a gruppi si compone di 4 gruppi eliminatori di 3 squadre e ogni squadra gioca con le altre tre due volte, una in casa e una in trasferta.
In caso di parità di punti fra due o più squadre nella fase a gironi, si utilizzano i seguenti criteri:
- 1: maggior numero di punti negli scontri diretti (classifica avulsa)
- 2: miglior differenza reti negli scontri diretti
- 3: maggior numero di gol segnati negli scontri diretti
- 4: maggior numero di gol segnati fuori casa negli scontri diretti
- 5: in caso di più squadre a pari punti, se utilizzando i criteri dall'1 al 4 due squadre sono ancora pari, questi criteri vengono riutilizzati considerando i soli incontri fra queste due
- 6: miglior differenza reti generale del girone
- 7: maggior numero di gol segnati nel girone

- Quarti di finale

Le prime due squadre di ciascun girone della fase precedente si qualificano ai quarti di finale ad eliminazione diretta con gare di andata e ritorno.
- Final Four.

La fase finale del torneo è disputata secondo la formula del torneo a eliminazione diretta con incontri di sola andata; prendono parte alla competizione le squadre vincenti dei quarti di finale per un totale di 4 club.

## Albo d'oro
| Stagione        | Data                                          | Nazionalità della squadra vincitrice          | Vincitore (numero vittorie)                   | Finalista perdente                            | Risultato                                     | Sede della finale                             |
| --------------- | --------------------------------------------- | --------------------------------------------- | --------------------------------------------- | --------------------------------------------- | --------------------------------------------- | --------------------------------------------- |
| 2006-2007 (1ª)  | 27 maggio                                     | Spagna                                        | Gijón Solimar                                 | Arenys de Munt                                | 1-0                                           | Sant Hipòlit de Voltregà                      |
| 2007-2008 (2ª)  | 29 maggio                                     | Spagna                                        | Voltregà                                      | Fundação Nortecoope                           | 2-1                                           | Mealhada                                      |
| 2008-2009 (3ª)  | 9 maggio                                      | Spagna                                        | Gijón Solimar                                 | Voltregà                                      | 0-0 (1-0 dtr)                                 | Coutras                                       |
| 2009-2010 (4ª)  | 2 maggio                                      | Spagna                                        | Gijón Solimar                                 | Alcorcón                                      | 5-2                                           | Gijón                                         |
| 2010-2011 (5ª)  | 29 maggio                                     | Spagna                                        | Voltregà                                      | Gijón Solimar                                 | 2-1 (dts)                                     | Weil am Rhein                                 |
| 2011-2012 (6ª)  | 7 maggio                                      | Spagna                                        | Gijón Solimar                                 | Girona                                        | 3-0                                           | Almargem do Bispo                             |
| 2012-2013 (7ª)  | 5 maggio                                      | Spagna                                        | Voltregà                                      | Girona                                        | 3-2                                           | Gerona                                        |
| 2013-2014 (8ª)  | 17 marzo                                      | Spagna                                        | Alcorcón                                      | Noisy-le-Grand                                | 4-3                                           | Coutras                                       |
| 2014-2015 (9ª)  | 15 marzo                                      | Portogallo                                    | Benfica                                       | Coutras                                       | 5-2                                           | Manlleu                                       |
| 2015-2016 (10ª) | 20 marzo                                      | Spagna                                        | Voltregà                                      | Manlleu                                       | 4-4 (2-1 dtr)                                 | Manlleu                                       |
| 2016-2017 (11ª) | 26 marzo                                      | Spagna                                        | Voltregà                                      | Gijón Solimar                                 | 1-0                                           | Gijón                                         |
| 2017-2018 (12ª) | 18 marzo                                      | Spagna                                        | Gijón Solimar                                 | Benfica                                       | 4-3                                           | Lisbona                                       |
| 2018-2019 (13ª) | 17 marzo                                      | Spagna                                        | Voltregà                                      | Palau de Plegamans                            | 2-1 (dts)                                     | Manlleu                                       |
| 2019-2020 (14ª) | Edizione annullata causa pandemia di COVID-19 | Edizione annullata causa pandemia di COVID-19 | Edizione annullata causa pandemia di COVID-19 | Edizione annullata causa pandemia di COVID-19 | Edizione annullata causa pandemia di COVID-19 | Edizione annullata causa pandemia di COVID-19 |
| 2020-2021 (15ª) | 30 maggio                                     | Spagna                                        | Palau de Plegamans                            | Voltregà                                      | 6-1                                           | Palau-solità i Plegamans                      |
| 2021-2022 (16ª) | 30 maggio                                     | Spagna                                        | Palau de Plegamans                            | Gijón Solimar                                 | 2-1                                           | Gijón                                         |
| 2022-2023 (17ª) | 30 aprile                                     | Spagna                                        | Gijón Solimar                                 | Vila-sana                                     | 6-1                                           | Lisbona                                       |
| 2023-2024 (18ª) | 28 aprile                                     | Spagna                                        | Fraga                                         | Vila-sana                                     | 1-1 (3-2 dtr)                                 | La Coruña                                     |

### Titoli e secondi posti per squadra
| Squadra             | Titoli | 2º posti | Anni vittorie                      | Anni 2º posto    |
| ------------------- | ------ | -------- | ---------------------------------- | ---------------- |
| Gijón Solimar       | 6      | 3        | 2007, 2009, 2010, 2012, 2018, 2023 | 2011, 2017, 2022 |
| Voltregà            | 6      | 2        | 2008, 2011, 2013, 2016, 2017, 2019 | 2009, 2021       |
| Palau de Plegamans  | 2      | 1        | 2021, 2022                         | 2019             |
| Alcorcón            | 1      | 1        | 2014                               | 2010             |
| Benfica             | 1      | 1        | 2015                               | 2018             |
| Fraga               | 1      | 0        | 2024                               |                  |
| Girona              | 0      | 2        |                                    | 2012, 2013       |
| Vila-sana           | 0      | 2        |                                    | 2023, 2024       |
| Arenys de Munt      | 0      | 1        |                                    | 2007             |
| Fundação Nortecoope | 0      | 1        |                                    | 2008             |
| Noisy-le-Grand      | 0      | 1        |                                    | 2014             |
| Coutras             | 0      | 1        |                                    | 2015             |
| Manlleu             | 0      | 1        |                                    | 2016             |

### Edizioni vinte e secondi posti per nazione
| Nazione    | Vittorie | Secondi posti | Squadre vincitrici                                                           | Secondi posti |
| ---------- | -------- | ------------- | ---------------------------------------------------------------------------- | --- |
| Spagna     | 16       | 13            | Gijón Solimar (6) Voltregà (6) Palau de Plegamans (2) Alcorcón (1) Fraga (1) | Gijón Solimar (3) Vila-sana (2) Voltregà (2) Girona (2) Alcorcón (1) Arenys de Munt (1) Manlleu (1) Palau de Plegamans (1) |
| Portogallo | 1        | 2             | Benfica (1)                                                                  | Benfica (1) Fundação Nortecoope (1)                                                                                        |
| Francia    | 0        | 2             |                                                                              | Coutras (1) Noisy-le-Grand (1)                                                                                             |